# Stuga

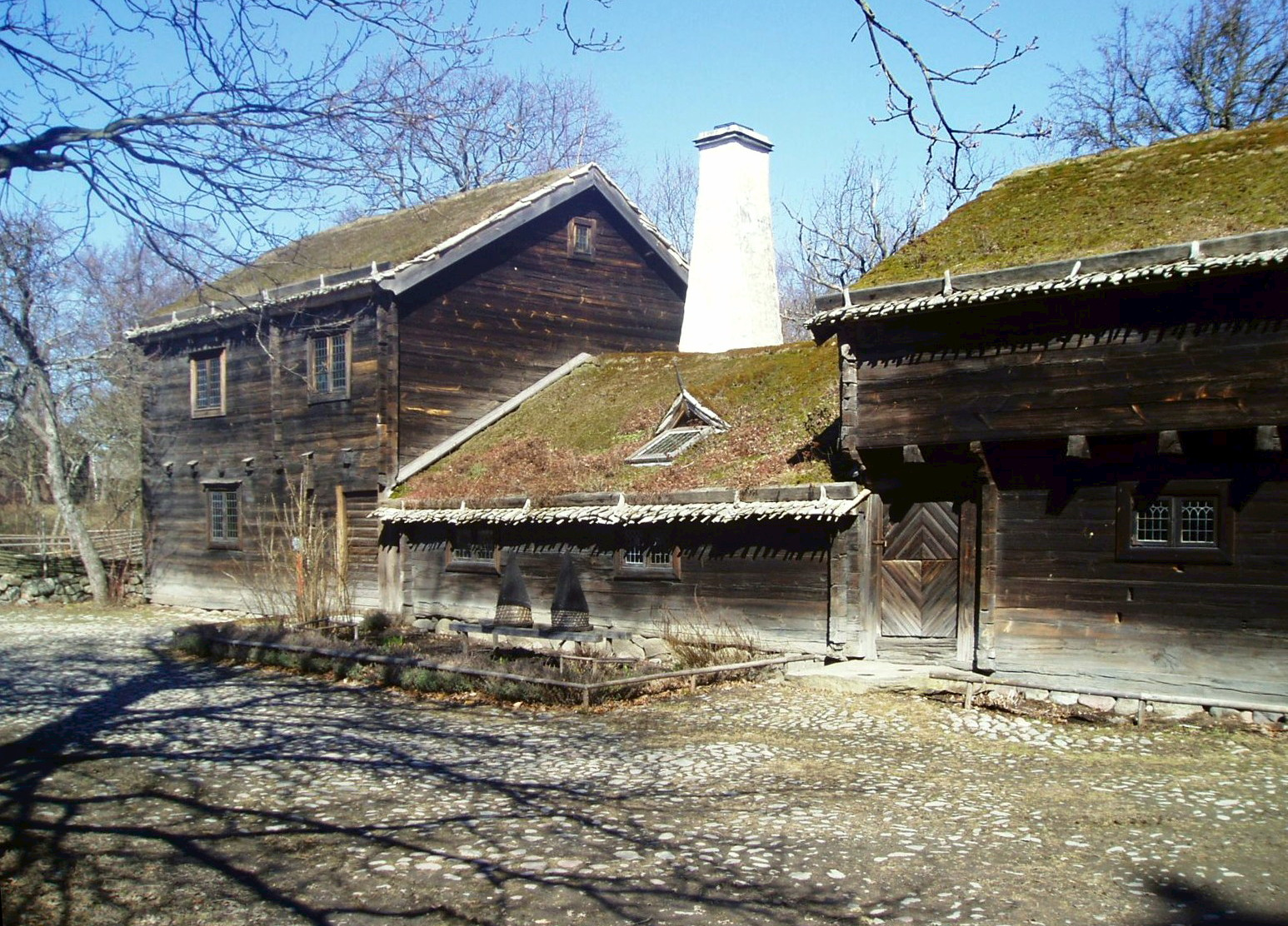
Högloftsstugan från Kyrkhult på friluftsmuseet Skansen i Stockholm.

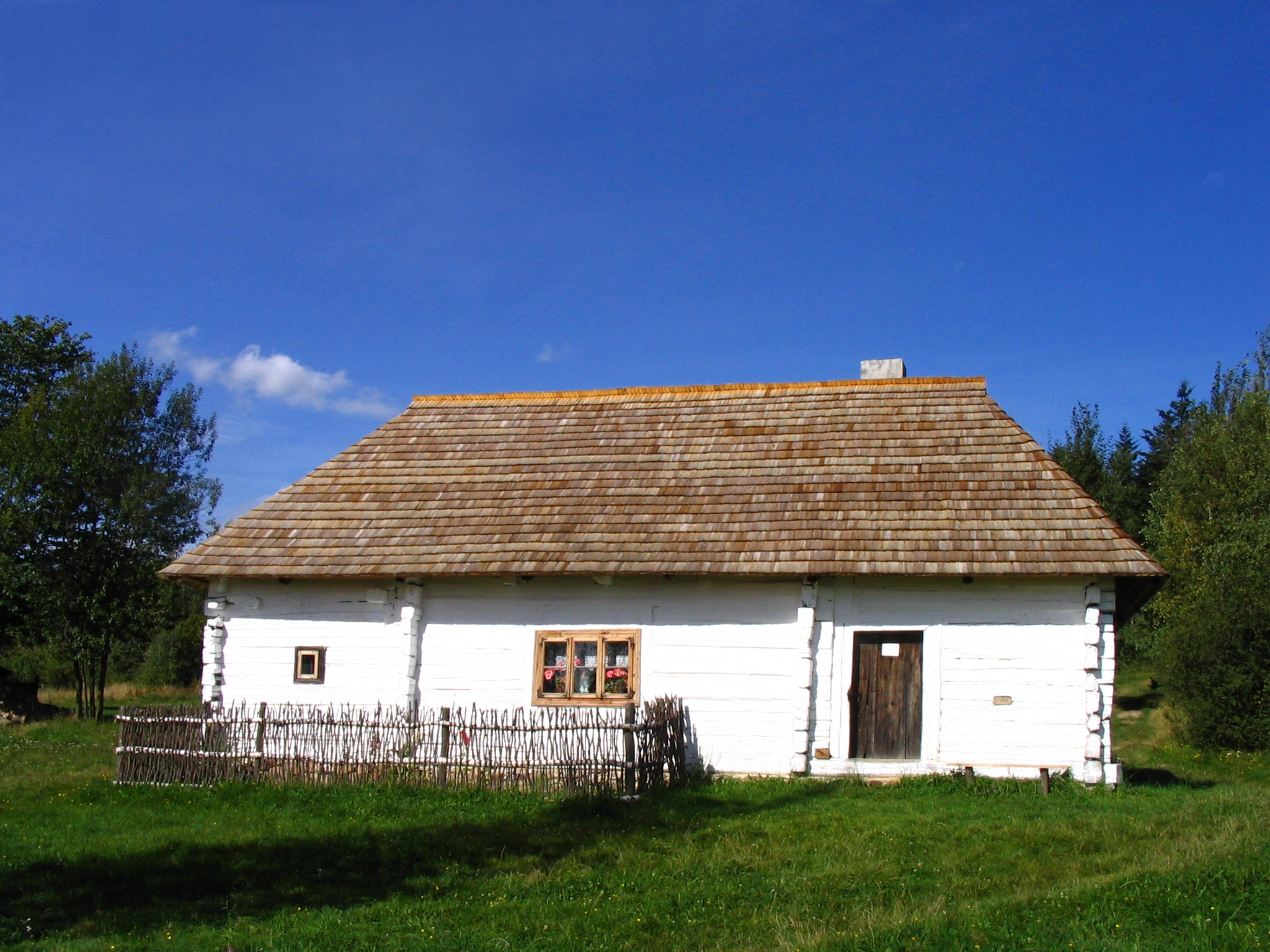
En liten stuga i Kakonin, Polen.

En stuga är ett mindre bostadshus vanligen belägen på landsbygden och avsedd för en familj. Ordet ”stuga” syftar ursprungligen på det uppvärmda bostadsrummet, som också var kök. I texter om folkkultur och i äldre lantligt språk har ordet fortfarande denna betydelse.
Den äldsta och enklaste formen av stuga i Sverige är enrumsstugan, som ursprungligen hade en öppning i taket för röken från eldstaden och för insläpp av dagsljus (se rökstuga, pörte och eldhus). I texter från äldre tider är det svårt att avgöra om ”stuga” syftar på det enda rummet i ett hus eller det uppvärmda bostadsrummet/köket.
Senare utvecklades i Sverige hustyperna enkelstuga eller parstuga. En enkelstuga betecknar en byggnad med ett stort rum samt med förstuga och kammare, medan en parstuga är en byggnad om två stugor med förstuga och kammare i mitten.
Det finns även källarstugor, som byggts över en jordkällare.
En backstuga var en liten stuga på ofri grund, vanligen på en allmänning, som tjänade som bostad åt egendomslösa. Den kunde i vissa fall vara helt eller delvis nedgrävd i marken, med endast främre gavel och bakre gavelspets ovan mark.
Numera avser termen ofta en sportstuga, ett fritidshus på landsbygden eller på en kolonilott.